# NGC 5715
NGC 5715 (również OCL 929 lub ESO 176-SC2) – gromada otwarta znajdująca się w gwiazdozbiorze Cyrkla. Odkrył ją James Dunlop 8 maja 1826 roku. Jest położona w odległości ok. 4,9 tys. lat świetlnych od Słońca.